# Малкова
Ма́лкова (рос. Малкова) — присілок у складі Байкаловського району Свердловської області. Входить до складу Байкаловського сільського поселення.
Населення — 13 осіб (2010, 12 у 2002).
Національний склад населення станом на 2002 рік: росіяни — 100 %.